# ナポリ湾 (映画)
ナポリ湾（ナポリわん、原題：It Started in Naples）は、1960年のアメリカのロマンティック・コメディ映画。メルヴィル・シェイヴィルソン監督。出演はクラーク・ゲーブル、ソフィア・ローレンなど。
『荒馬と女』の撮影完了後、公開前にゲーブルは死去したため、本作はゲーブルの生前に公開された最後の映画となった。

## あらすじ
フィラデルフィアの弁護士マイケル・ハミルトンは、彼がかつて第二次世界大戦中の進駐で来たことがあったナポリの街へ、友人のイタリア人弁護士マリオ・ヴィターレと共にやってきた。目的は事故死した兄ジョセフの財産整理だった。ナポリに着くとマイケルはジョセフが息子ナンドを授かっており、マイケルの義姉でキャバレーの踊り子であるルシアが息子の面倒を見ていることを知る。ナンドは8歳だがタバコを吸っている上に学校にも行っていなかった。
マイケルはルシアのいい加減な子育てに腹を立てる。彼はナンドをアメリカン・スクールに通わせてアメリカで育てようと考えるが、ナンドが学校に行きたくないと言うとルシアはそれを許してしまう。
ナンドを巡ってマイケルとルシアは度々対立するが、やがて二人の間には恋愛感情が芽生える。

## キャスト
※括弧内は日本語吹替（テレビ版）
- マイケル・ハミルトン：クラーク・ゲーブル（木村幌）
- ルシア・クルシオ：ソフィア・ローレン（北浜晴子）
- マリオ・ヴィターレ：ヴィットリオ・デ・シーカ（大木民夫）
- ナンド・ハミルトン：カルロ・アンジェレッティ（山本嘉子）
- レンゾ：パオロ・カルリーニ（津嘉山正種）
- ジェナリエロ：ジョヴァンニ・フィリドーロ（肝付兼太）
- ルイージ：クラウディオ・エルメリ（矢田稔）
- ボブ・カニンガム：ドン・マクガイア
- マルコ・トゥリ
- カルロ・リッツォ
- イヴォンヌ・モンロー

## ノミネート
本作は第33回アカデミー賞で美術賞に、第18回ゴールデングローブ賞にて作品賞と主演女優賞にノミネートされた。